# Маньинское (озеро)
Маньинское — небольшое озеро в Ивдельском городском округе на северо-западе Свердловской области. Расположено в юго-восточной части одноимённого болота посреди таёжной местности на правобережье реки Манья — правого притока Лозьвы. Находится в 6 км к северу от города Ивдель и 4 км восточнее юго-востока от посёлка Талая.
Площадь Маньинского озера составляет 0,7 (0,75) км², высота уреза воды — 89,2 м над уровнем моря. Имеет форму неправильного овала, ориентированного в направлении юго-запад — северо-восток. Наибольшая длина (юго-запад ↔ северо-восток) — ≈980 метров, наибольшая ширина (северо-запад ↔ юго-восток) — ≈730 метров.
В озере обитает щука, окунь, чебак, язь, карась. Гнездится водоплавающая птица.
В километре западнее озера проходит железнодорожная линия Ивдель — Полуночное.